# Ecotron
Een ecotron is een experimentele opstelling in de ecologie die bestaat uit een afgesloten, gecontroleerde omgeving waarin diverse ecofysiologische processen kunnen worden gemeten. In een ecotron kan men zowel natuurlijke, vereenvoudigde als volledig kunstmatige ecosystemen conditioneren. Men meet dan de processen die de levende wezens in die ecosystemen op gang brengen, met name de stromen van materie en energie. De ecotron is hermetisch gesloten, of beperkt open (in dat geval materiaaldicht maar niet energiedicht). De milieubewaking en real-time metingen zijn voldoende nauwkeurig om hypotheses of werkingsmodellen te testen, en conclusies te trekken voor reële ecosystemen op land, op het water en op zee. 

## Ecotron Eisden

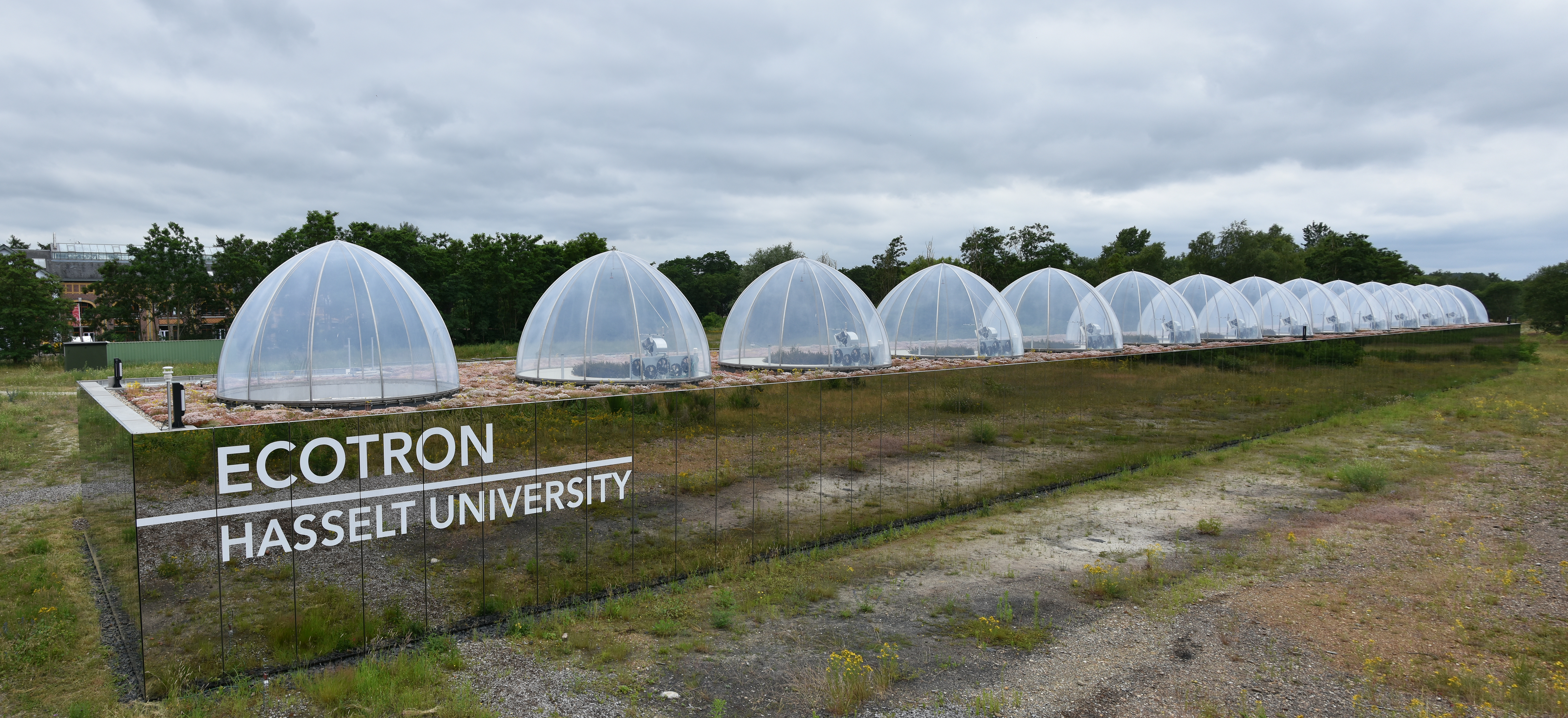
Ecotron

Ecotron is een laboratorium in Eisden, een deelgemeente van de Belgisch-Limburgse gemeente Maasmechelen. Hier onderzoekt de Universiteit Hasselt de invloed van de klimaatopwarming op de biodiversiteit in de Kempen. Het laboratorium ligt in het Nationaal Park Hoge Kempen.
Planten worden bestudeerd onder nauwkeurig afgestelde parameters zoals temperatuur, luchtvochtigheid en bodemsamenstelling. Men kan het klimaat simuleren zoals dat in 2085 zou zijn. Dat vergt ver doorgevoerde technische voorwaarden in twaalf verschillende ecosferen. NoArchitecten, de architectengroep die het gebouw ontwierp, plaatste de twaalf klimaatkamers lineair geschakeld langs een gang. Iedere kamer is voorzien van een identieke translucente koepel die toelaat om de lichtinval precies te controleren.
De bouwschil bestaat uit gepolijst inox waardoor de massa van het gebouw een spiegeldoos wordt, die de omliggende bomen en struiken reflecteert en zelf verdwijnt.

## Ecotrons in andere landen

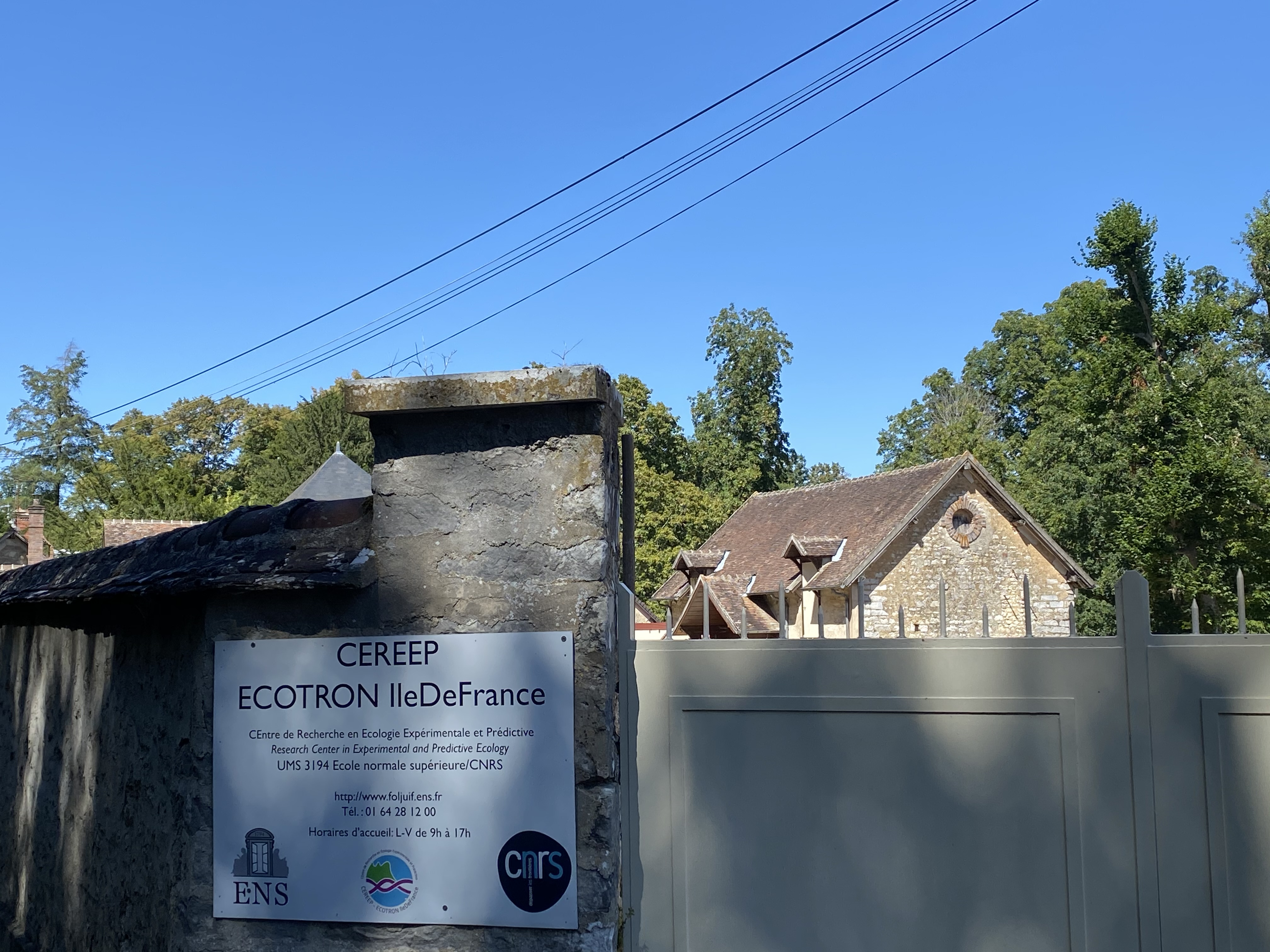
Ecotron Île-de-France

- In Frankrijk bestaan meerdere experimentele opstellingen, onder meer in Parijs in een laboratorium van de École normale supérieure, en in Montpellier (Ecotron Européen), van overheidswege overkoepeld door het Centre national de la recherche scientifique.
- In het Verenigd Koninkrijk werd met ecotrons geëxperimenteerd in het NERC Centre for Population Biology te Ascot (Berkshire).[3]